# 遠藤胤城
遠藤 胤城（えんどう たねき）は、近江三上藩の第6代藩主、和泉吉見藩主、三上藩遠藤家11代。茶人。明治11年（1878年）正月、遠藤氏の旧姓である東（とう）胤城を名乗った。第5代藩主・遠藤胤統の三男。母は小谷氏。正室は堀親寚六女・教子。子に東胤禄（長男）、東常任（次男）、娘・鍈子（酒井忠宝正室）、娘・富貴子（居初富三郎室）、娘・昭子（山田軍太郎室）。官位は従五位下、美濃守、備前守、但馬守。死後に正三位。

## 生涯
摂津国大坂城玉造口（現・大阪府大阪市中央区玉造）にて生まれる。弘化2年（1845年）12月19日、父の養嗣子になっていた胤昌の養嗣子となる。しかし胤昌が家督相続せずに早世したため、安政3年（1856年）10月23日、実父・胤統の嫡孫となる。同年11月15日、将軍・徳川家定に拝謁する。同年12月16日、従五位下・美濃守に叙任する。文久3年（1863年）10月7日、胤統の隠居にともない跡を継ぐこととなった。
幕末の動乱の中で、大坂城青屋口加番や講武所奉行を務めた。慶応2年（1866年）の第2次長州征伐では講武所の軍勢を率いて出陣している。慶応2年11月26日、陸軍奉行並に就任する。慶応3年（1867年）3月1日、奏者番に就任する。慶応4年（1868年）1月27日、恭順の姿勢を示さず、新政府に領地を没収される。同年5月29日、領地を返還される。
明治2年（1869年）6月23日、版籍奉還により藩知事となるが、翌明治3年（1870年）4月14日、藩庁を和泉吉見に移して吉見藩を新たに立藩した。明治4年（1871年）の廃藩置県で藩知事を免官となる。
明治11年（1878年）正月、遠藤氏の旧姓・東氏に改姓。明治17年（1884年）の華族令により同年7月8日、子爵を叙爵した。
茶人としても知られ、素雲と号した。明治31年（1898年）、松浦詮（心月庵）が在京の華族、知名士らと設立した輪番茶事グループ「和敬会」の会員となる。会員は、青地幾次郎（湛海）・石黒忠悳（况翁）・伊藤雋吉（宗幽）・伊東祐麿（玄遠）・岩見鑑造（葎叟）・岡崎惟素（淵冲）・金澤三右衛門（蒼夫）・戸塚文海（市隠）・東久世通禧（古帆）・久松勝成（忍叟）・松浦恒（無塵）・三田葆光（櫨園）・三井高弘（松籟）・安田善次郎（松翁）の以上16人（後に益田孝（鈍翁）、高橋義雄（箒庵）が入会）で、世に「十六羅漢」と呼ばれた。
明治42年（1909年）11月9日に72歳で死去した。

## 墓所
東京都台東区西浅草の長敬寺。青山霊園（東胤城）。

## 家族
父母
- 遠藤胤統（実父）
- 小谷氏（実母） - 側室
- 遠藤胤昌（養父）

妻
- 教子 - 堀親寚の娘

子女
- 三男・東胤禄 (1875年生) ‐ 陸軍步兵中尉。岳父は子爵小出英尚。[3]
- 東常任 (1884年生) ‐ 逓信局技師。[4]
- 鍈子 - 伯爵酒井忠宝の妻
- 富貴子 - 居初富三郎（東京米穀取引所仲買人で、日本橋蛎殻町の米穀商）の室
- 昭子 - 山田軍太郎（新橋で自動車運輸業を営む）の室